# Аэропорт (Омская область)
Аэропорт — посёлок в Тарском районе Омской области России. Входит в состав Тарского городского поселения. Население 50 чел. (2010) .

## История
В соответствии с Законом Омской области от 30 июля 2004 года № 548-ОЗ «О границах и статусе муниципальных образований Омской области» посёлок вошёл в состав образованного Тарского городского поселения.

## География
Расположен на северо-востоке региона, в подтаёжной полосе Западно-Сибирской равнины, примерно в 1 км от города Тара. Фактически — городской микрорайон «Аэропорт»;
Абсолютная высота — 71 м над уровнем моря.

## Население
| 2002 | 2010 |
| ---- | ---- |
| 49   | ↗50  |

Гендерный состав
По данным Всероссийской переписи населения 2010 года в гендерной структуре населения из 50 человек мужчин — 22, женщин — 28 (44,0 и	56,0 % соответственно).
Национальный состав
Согласно результатам переписи 2002 года, в национальной структуре населения русские составляли 94 % от общей численности населения в 49 чел.

## Инфраструктура
Аэропорт.

## Транспорт
Авиа-, автотранспорт.
Остановка общественного транспорта «Аэропорт».